# لايسترية زعفرانية العثكول
لايسترية زعفرانية العثكول (الاسم العلمي:Leycesteria crocothyrsos) هي نوع من النباتات يتبع جنس اللايسترية من الفصيلة المعزية الورق.